# بنیاد بایولوگوس
بنیاد بایولوگوس یک گروه مسیحی است که در سال ۲۰۰۷ توسط فرانسیس کالینز با هدف عنوان کردن و تأکید بر تطابق علم و ایمان مسیحی تأسیس شده‌است.
فرانسیس کالینز تا ۱۶ اوت ۲۰۰۹ که برای برعهده گرفتن شانزدهمین ریاست مؤسسات ملی بهداشت استعفا کرد، ریاست بنیاد را برعهده داشت. دارل فاک ریاست بنیاد را بر عهده گرفت.

## زمینه و اهداف
کالینز پس از انتشار کتاب زبان خدا در ۲۰۰۶ گفت که هزاران ایمیل از افرادی که خواهان کشف روابط بین کتاب مقدس و علم دریافت کرده‌است. کالینز بنیاد بایولوگوس را برای فراهم آوردن پاسخها به این سوالها و پیشبرد دیدگاهی در خصوص هارمونی بین علم و دین تأسیس کرد.
بنیاد پیش برنده تکامل الهی است، ولی برای اجتناب از مرتبط شدن با بی خدایی در برخی جوامع مذهبی از برچسب دوری می‌کند. مخاطب اصلی بنیاد انجیلی‌ها هستند، به‌هرحال، کالینز می‌گوید که امیدوار است شکاکان، جویندگان و معتقدین سایر ایمانها هم سایت را مفید بدانند.